# Eccellenza Marche 2021-2022
Il campionato italiano di calcio di Eccellenza Marche 2021-2022 è il trentunesimo organizzato in Italia e rappresenta il quinto livello del calcio italiano. È stato disputato tra il 12 settembre 2021 al 15 maggio 2022 ed è concluso con la vittoria della Vigor senigallia.
Il capocannoniere è stato Gianfranco D’Errico (Vigor senigallia) con 19 reti.

## Stagione
Con la promozione in Serie D del Porto d'Ascoli, si chiude la stagione 2020-21, caratterizzata dal COVID-19. La retrocessione dalla Serie D (girone F) del Porto Sant'Elpidio e la mancata iscrizione dell'Anconitana portano l'attuale Eccellenza Marche a 17 squadre.
L’Eccellenza Marche 2021-22 si è conclusa con la vittoria della Vigor Senigallia e la retrocessione di Urbania, Biagio Nazzaro, Grottamare, San Marco Servigliano nel campionato di Promozione rispettivamente dopo quattordici, due, ventuno e quattro anni dall'ultima volta.

## Squadre Partecipanti
| Club                                | Città                          | Stadio                           | Stagione precedente               |
| ----------------------------------- | ------------------------------ | -------------------------------- | --------------------------------- |
| A.S.D. Atletico Azzurra Colli       | Colli del Tronto (AP)          | Stadio Comunale Colle Vaccaro    | 6° in Eccellenza Marche/Ripresa B |
| A.S.D. Atletico Gallo Colbordolo    | Colbordolo di Vallefoglia (PU) | Stadio Papa Giovanni XXIII       | 2° in Eccellenza Marche/Ripresa A |
| S.S.D. A.R.L. Biagio Nazzaro        | Chiaravalle (AN)               | Stadio Comunale                  |                                   |
| A.S.D. Calcio Atletico Ascoli       | Ascoli Piceno                  | Stadio Comunale Via Tevere       | 2° in Eccellenza Marche/Ripresa B |
| A.S.D. Fabriano Cerreto             | Fabriano e Cerreto d'Esi (AN)  | Stadio Comunale Mirco Aghetoni   |                                   |
| F.C. Fossombrone 1949               | Fossombrone (PU)               | Stadio Comunale Marcello Bonci   | 1° in Eccellenza Marche/Ripresa A |
| S.S.D. Grottammare                  | Grottammare (AP)               | Stadio Comunale "Filippo Pirani" | 5° in Eccellenza Marche/Ripresa B |
| S.S.D. Jesina Calcio                | Jesi (AN)                      | Stadio Pacifico Carotti          | 4° in Eccellenza Marche/Ripresa A |
| A.S.D. LMV Urbino 1921              | Urbino (PU)                    | Stadio Montefeltro               |                                   |
| S.S.D. A.R.L. Marina Calcio         | Marina di Montemarciano (AN)   | Stadio Com. Le Fornaci Marina    |                                   |
| S.S.D. Montefano Calcio             | Montefano (MC)                 | Stadio Com. Dell'immacolata      | 5° in Eccellenza Marche/Ripresa A |
| A.S.D. Porto Sant'Elpidio           | Porto Sant'Elpidio (FM)        | Stadio Giuseppe Ferranti         | 17° in Serie D/F                  |
| S.S.D. A.R.L. San Marco Servigliano | Servigliano (FM)               | Stadio Comunale Settimi          |                                   |
| S.S.D. R.L. Sangiustese             | Monte San Giusto (MC)          | Stadio Comunale Montegranaro     | 4° in Eccellenza Marche/Ripresa B |
| A.S.D. Urbania                      | Urbania (PU)                   | Stadio Comunale Principale       |                                   |
| A.S.D. Valdichienti Ponte           | Corridonia e Morrovalle (MC)   | Stadio Com. Villa San Filippo    | 3° in Eccellenza Marche/Ripresa B |
| S.S.D. A.R.L. Vigor Senigallia      | Senigallia (AN)                | Stadio Goffredo Bianchelli       | 6° in Eccellenza Marche/Ripresa A |

## Classifica finale
|  | Pos. | Squadra                   | Pt | G  | V  | N  | P  | GF | GS | DR  |
|  | ---- | ------------------------- | -- | -- | -- | -- | -- | -- | -- | --- |
|  | 1.   | Vigor Senigallia          | 65 | 32 | 18 | 11 | 3  | 59 | 33 | 26  |
|  | 2.   | Atletico Ascoli           | 57 | 32 | 15 | 12 | 5  | 50 | 24 | 26  |
|  | 3.   | Fossombrone 1949          | 56 | 32 | 15 | 11 | 6  | 41 | 22 | 19  |
|  | 4.   | Jesina                    | 53 | 32 | 14 | 11 | 7  | 48 | 31 | 17  |
|  | 5.   | Atletico Azzurra Colli    | 51 | 32 | 14 | 9  | 9  | 35 | 25 | 10  |
|  | 6.   | Sangiustese               | 50 | 32 | 14 | 8  | 10 | 37 | 31 | 6   |
|  | 7.   | Valdichienti Ponte        | 49 | 32 | 14 | 7  | 11 | 43 | 28 | 15  |
|  | 8.   | Atletico Gallo Colbordolo | 45 | 32 | 10 | 15 | 7  | 38 | 37 | 1   |
|  | 9.   | Montefano                 | 43 | 32 | 11 | 10 | 11 | 34 | 32 | 2   |
|  | 10.  | Marina                    | 41 | 32 | 10 | 11 | 11 | 32 | 35 | -3  |
|  | 11.  | Fabriano Cerreto          | 41 | 32 | 10 | 11 | 11 | 28 | 35 | -7  |
|  | 12.  | Porto Sant'Elpidio        | 40 | 32 | 10 | 10 | 12 | 30 | 31 | -1  |
|  | 13.  | Urbania                   | 37 | 32 | 8  | 13 | 11 | 25 | 33 | -8  |
|  | 14.  | Urbino                    | 35 | 32 | 8  | 11 | 13 | 28 | 35 | -7  |
|  | 15.  | Biagio Nazzaro            | 33 | 32 | 8  | 9  | 15 | 26 | 47 | -21 |
|  | 16.  | Grottammare               | 20 | 32 | 3  | 11 | 18 | 24 | 55 | -31 |
|  | 17.  | San Marco Servigliano     | 13 | 32 | 3  | 4  | 25 | 16 | 60 | -44 |

Legenda:
       Promossa in Serie D 2022-2023.
       Ammessa al Poule spareggi nazionali.
       Retrocessa in Promozione 2022-2023.
Regolamento:
Tre punti a vittoria, uno a pareggio, zero a sconfitta.
La classifica avulsa tiene conto di:
- Punti.
- Punti negli scontri diretti.
- Differenza reti negli scontri diretti.
- Differenza reti generale.
- Maggior numero di reti segnate.
- Sorteggio.

## Risultati

### Tabellone
- aggiornato al 16 maggio 2022

|                           | AZC  | AGC  | BNA  | CAS  | FCE  | FOS  | GRO  | JES  | LMV  | MAR  | MON  | PSE  | SMS  | SGI  | URB  | VAL  | VSE  |
| ------------------------- | ---- | ---- | ---- | ---- | ---- | ---- | ---- | ---- | ---- | ---- | ---- | ---- | ---- | ---- | ---- | ---- | ---- |
| Atletico Azzurra Colli    | –––– | 2-2  | 1-0  | 0-2  | 4-0  | 1-2  | 3-1  | 0-1  | 1-1  | 3-1  | 2-0  | 1-0  | 2-0  | 1-1  | 1-0  | 0-0  | 0-0  |
| Atletico Gallo Colbordolo | 0-2  | –––– | 2-2  | 2-1  | 2-1  | 2-2  | 4-1  | 2-2  | 2-1  | 2-0  | 0-1  | 2-2  | 3-1  | 0-0  | 0-0  | 3-4  | 1-4  |
| Biagio Nazzaro            | 2-0  | 1-1  | –––– | 2-1  | 1-0  | 0-4  | 0-1  | 1-0  | 0-0  | 2-1  | 2-0  | 0-0  | 3-1  | 0-2  | 0-0  | 2-2  | 1-2  |
| Calcio Atletico Ascoli    | 2-1  | 0-1  | 4-0  | –––– | 4-0  | 2-1  | 4-1  | 0-0  | 1-1  | 1-1  | 1-1  | 2-1  | 3-0  | 1-0  | 0-0  | 3-0  | 0-0  |
| Fabriano Cerreto          | 0-0  | 0-1  | 1-0  | 1-1  | –––– | 0-2  | 0-0  | 2-2  | 1-3  | 2-1  | 3-3  | 1-1  | 1-0  | 2-3  | 1-0  | 1-0  | 2-0  |
| Fossombrone               | 1-0  | 0-1  | 2-0  | 2-0  | 0-2  | –––– | 3-0  | 2-2  | 1-0  | 1-1  | 0-0  | 1-0  | 2-0  | 0-1  | 1-0  | 3-1  | 2-2  |
| Grottammare               | 1-1  | 0-0  | 0-0  | 0-0  | 0-1  | 0-0  | –––– | 1-2  | 3-2  | 1-2  | 0-2  | 0-0  | 1-1  | 1-4  | 1-1  | 1-1  | 1-3  |
| Jesina                    | 2-0  | 0-0  | 7-0  | 2-2  | 1-0  | 1-1  | 3-1  | –––– | 3-0  | 1-2  | 2-1  | 2-0  | 1-0  | 2-1  | 0-2  | 0-1  | 2-2  |
| LMV Urbino                | 0-1  | 0-0  | 2-1  | 1-2  | 0-0  | 0-0  | 1-0  | 0-0  | –––– | 1-0  | 0-1  | 1-2  | 1-1  | 2-1  | 0-1  | 0-4  | 1-2  |
| Marina                    | 0-0  | 1-1  | 0-0  | 0-3  | 1-1  | 1-0  | 2-1  | 0-0  | 1-1  | –––– | 1-3  | 1-0  | 3-2  | 0-1  | 0-0  | 0-1  | 1-1  |
| Montefano                 | 0-1  | 3-1  | 1-2  | 2-2  | 0-1  | 0-0  | 1-1  | 1-2  | 1-1  | 0-2  | –––– | 1-0  | 2-0  | 1-0  | 2-0  | 0-0  | 2-1  |
| Porto Sant'Elpidio        | 2-2  | 0-0  | 3-1  | 0-2  | 0-0  | 0-1  | 2-1  | 2-2  | 1-0  | 1-3  | 1-2  | –––– | 2-0  | 1-1  | 2-0  | 1-0  | 0-1  |
| San Marco Servigliano     | 0-1  | 0-1  | 1-0  | 2-0  | 0-1  | 0-2  | 1-3  | 0-1  | 0-2  | 0-2  | 1-0  | 0-2  | –––– | 1-2  | 0-0  | 0-5  | 0-3  |
| Sangiustese               | 0-1  | 0-0  | 2-1  | 0-1  | 1-1  | 1-1  | 2-1  | 2-1  | 0-2  | 0-0  | 1-0  | 1-2  | 3-1  | –––– | 0-2  | 3-1  | 0-2  |
| Urbania                   | 0-2  | 1-1  | 0-0  | 1-1  | 2-1  | 2-1  | 3-1  | 1-3  | 1-1  | 2-1  | 1-1  | 1-0  | 1-1  | 0-2  | –––– | 1-1  | 1-1  |
| Valdichienti Ponte        | 2-0  | 3-0  | 3-0  | 0-3  | 1-0  | 0-1  | 3-0  | 2-0  | 0-1  | 0-1  | 2-1  | 1-2  | 3-0  | 0-1  | 2-1  | –––– | 0-0  |
| Vigor Senigallia          | 2-1  | 2-1  | 3-2  | 1-1  | 1-1  | 2-2  | 3-0  | 2-1  | 3-2  | 3-2  | 1-1  | 0-0  | 4-2  | 4-1  | 3-0  | 2-1  | –––– |

## Spareggi

### Playoff

#### Tabellone
|  | Semifinali | Semifinali             | Semifinali |        |   | Finale          | Finale | Finale |  |
|  |            |                        |            |        |   |                 |        |        |  |
|  | 2          | Atletico Ascoli        | 1          |        |   |                 |        |        |  |
|  | 2          | Atletico Ascoli        | 1          |        |   |                 |        |        |  |
|  | 5          | Atletico Azzurra Colli | 0          |        |   |                 |        |        |  |
|  | 5          | Atletico Azzurra Colli | 0          |        | 2 | Atletico Ascoli | 2      |        |  |
|  |            |                        |            |        | 2 | Atletico Ascoli | 2      |        |  |
|  |            |                        | 4          | Jesina | 1 |                 |        |        |  |
|  | 3          | Forsempronese          | 4          | Jesina | 1 | 1               |        |        |  |
|  | 3          | Forsempronese          |            |        |   |                 |        |        |  |
|  | 4          | Jesina                 | 2          |        |   |                 |        |        |  |

#### Semifinali
|                 | Risultati |                        | Luogo e data                   |
| --------------- | --------- | ---------------------- | ------------------------------ |
| Atletico Ascoli | 1 - 0     | Atletico Azzurra Colli | Castel di Lama, 18 maggio 2022 |
| Forsempronese   | 1 - 2     | Jesina                 | Fossombrone, 18 maggio 2022    |
|                 |           |                        |                                |

#### Finale
|                 | Risultati |        | Luogo e data                   |
| --------------- | --------- | ------ | ------------------------------ |
| Atletico Ascoli | 2-1       | Jesina | Castel di Lama, 22 maggio 2022 |
|                 |           |        |                                |

### Play-out

#### Finali
|                    | Risultati |                | Luogo e data                       |
| ------------------ | --------- | -------------- | ---------------------------------- |
| Porto Sant'Elpidio | 2-1       | Biagio Nazzaro | Porto Sant'Elpidio, 29 maggio 2022 |
| Urbania            | 0-1       | Urbino         | Urbania, 29 maggio 2022            |
|                    |           |                |                                    |